# Lior Arditti
Lior Arditti (in ebraico ליאור ארדיטי‎?; Rehovot, 16 dicembre 1967) è un ex cestista israeliano.

## Carriera
Con Israele ha disputato tre edizioni dei Campionati europei (1993, 1995, 1997).

## Palmarès
- Campionato israeliano: 2

Maccabi Tel Aviv: 1985-86, 1986-87
- Coppa di Israele: 2

Maccabi Tel Aviv: 1985-86, 1986-87